# Psoralea alata
Psoralea alata là một loài thực vật có hoa trong họ Đậu. Loài này được (Thunb.) T.M.Salter miêu tả khoa học đầu tiên.